# Haucourt (Seine-Maritime)
Haucourt ist eine französische Gemeinde mit 192 Einwohnern (Stand: 1. Januar 2022) im Département Seine-Maritime in der Region Normandie. Die Gemeinde gehört zum Arrondissement Dieppe und zum Kanton Gournay-en-Bray (bis 2015: Kanton Forges-les-Eaux). Die Einwohner werden Haucourtais genannt.

## Geografie
Haucourt liegt etwa 46 Kilometer nordöstlich von Rouen. Umgeben wird Haucourt von den Nachbargemeinden Criquiers im Norden und Nordosten, Formerie im Osten, Grumesnil im Süden und Südosten sowie Gaillefontaine im Westen.

## Bevölkerungsentwicklung
| 1962                      | 1968 | 1975 | 1982 | 1990 | 1999 | 2006 | 2013 |
| 258                       | 278  | 224  | 202  | 209  | 204  | 232  | 246  |
| Quelle: Cassini und INSEE |      |      |      |      |      |      |      |

## Sehenswürdigkeiten
- Kirche Saint-Léonard aus dem 12. Jahrhundert
- Reste einer Priorei in Pierrement
- Schloss Haucourt aus dem 16. Jahrhundert
- Reste einer Kommanderie des Malteserordens in Villedieu-la-Montagne mit Kapelle